# Герб Віли-Нови-де-Фош-Коа
Ге́рб Ві́ли-Но́ви-де-Фо́ш-Ко́а — офіційний символ міста Віла-Нова-де-Фош-Коа, Португалія. Використовується як територіальний герб. У чорному щиті зелене мигдалеве дерево, що цвіте срібними квітами. Воно росте на срібних скелях, верхівки яких покриті зеленню. Скелі стоять на зеленій землі, перетятій трьома хвилястими смугами — срібною, синьою і срібною. Обабіч дерева два золоті мисливські роги, червоні зсередини. Їх тримають лапами два соколи натурального кольору. Над соколами золоті мотузкові вузли. Щит увінчує срібна мурована міська корона з п'ятьма вежами.  Під щитом біла стрічка, на якій великими літерами напис португальською: «Vila Nova de Foz Côa» (Віла-Нова-де-Фош-Коа).  Офіційно затверджений 12 липня 1997 року. Створений на основі попереднього містечкового герба, ухваленого 24 червня 1936 року. 

## Галерея

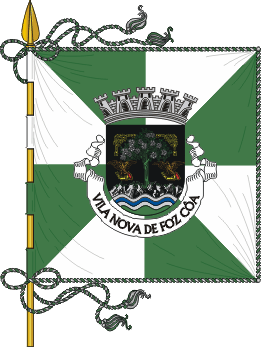
Прапор